# Sidi Belyout
Sidi Belyout (arabiska: سيدي بليوط) är ett arrondissement i Casablanca i Marocko. Antalet invånare var 189 715 vid folkräkningen 2014.